# Рир-экран
Рир-экран (от англ. rear screen — «задний экран», сокр. «рир») — одноцветный фон (кусок ткани или специальный лист), который располагается во время съёмок позади актёров и/или объектов съёмки. При помощи технологии хромакей цветной фон заменяется в процессе съёмок или при монтаже на другой отснятый материал, или сгенерированное компьютером изображение.
Рир-экраны широко используются на телевидении, например, при подготовке новостей и прогнозов погоды.
Термин рир для обозначения экрана хромакей на западе не прижился и чаще употребляется в своём первоначальном значении: 
Рир-экран (от англ. rear screen, сокр. «рир») — применяемый при рирпрое́кции просветный матовый экран, на который проецируется заранее отснятое фоновое изображение. 
С появлением технологий нелинейного видеомонтажа английские термины англ. rear и англ. front практически ушли в прошлое, уступив место более соответствующим технологии названиям bluescreen и greenscreen. В русскоязычном телевизионном сообществе более короткое слово «рир» осталось для обобщённого обозначения технологии, независимо от того, используется при этом синий или зелёный фон.